# J. Paul Getty
Jean (J.) Paul Getty (15. prosince 1892 – 6. června 1976) byl americký průmyslník, sběratel umění a mecenáš. Založil ropnou společnost Getty Oil Company a v roce 1957 byl podle časopisu Fortune nejbohatším žijícím Američanem. Přes své nezměrné bohatství byl velmi šetrný, až skrblivý. Ač byl rodilým Američanem, 25 let žil v Británii.
Getty byl významným sběratelem umění. Roku 1953 vytvořil fond J. Paul Getty Trust, který patří k nejbohatším uměleckým institucím světa a spravuje mimo jiné Gettym založené muzeum J. Paul Getty Museum v Los Angeles. Tomuto muzeu Getty odkázal přes 661 milionů dolarů (asi 2,8 miliardy dolarů v cenách roku 2016).

## Život

### Únos vnuka
Roku 1973 byl v Itálii, kde žil bohémským životem, unesen Gettyho 16letý vnuk John Paul. Getty starší byl únosci žádán o výkupné 17 milionů dolarů. Odmítl ho zaplatit s tím, že má 14 dalších vnoučat, a kdyby nyní vydal jediný cent, zítra bude mít 14 unesených vnoučat. Únosci pak začali jeho vnuka týrat a teprve když splnili výhrůžku a uřízli mu ucho, usmlouval s nimi Getty snížení výkupného cca na necelé 3 miliony, z nichž většinu zaplatil sám a na zbytek synovi půjčil na 4% úrok. Vnuk byl sice propuštěn, ale fatálně poznamenán a závislý na alkoholu a drogách tlumících bolest; po předávkování roku 1981 utrpěl těžkou mrtvici, po níž zůstal ochrnutý a slepý (zemřel roku 2011). Jeho únosci byli posléze zčásti dopadeni a potrestáni, většina zaplacených peněz se ale nenašla.